# 概念史
概念史（ドイツ語: Begriffsgeschichte、英語: conceptual history、history of concepts）は、概念の歴史。主にドイツ語圏で発達した歴史学の分野である。

## 沿革

### 起源
ドイツ語の「Begriffsgeschichte」という言葉が初めて登場するのは、ヘーゲルの歴史哲学講義の中である。この表現がヘーゲル自身による造語なのか、講義録を書いたときに生まれたものなのかは定かではない。これによると、ヘーゲルは、美術・法・宗教の歴史として、哲学の歴史に合流する、いわゆる「reflektierten Geschichte」の一種を「Begriffsgeschichte」として指定した。この理解は、孤立の例にとどまり、定着しなかった。

### 媒体及び代表的人物
概念史は、20世紀に『Historischen Wörterbuchs der Philosophie』、『Geschichtliche Grundbegriffe』、『Archiv für Begriffsgeschichte』等が出版され、特に盛り上がりを見せた。哲学者のヨアヒム・リッター、歴史学者のラインハルト・コゼレック、社会学者のエーリッヒ・ロタッカーは、この分野の重要な代表者である。また、ハンス・ゲオルク・ガダマーは、概念-歴史パラダイム（begriffsgeschichtlichen Paradigmas）の枠組みの中で、哲学的な解釈学を明確にした。歴史的意味論は、従来の思想史に対して、一般的な「Ideen」の歴史的非連続性、社会的文脈、言語的構成要素を軽視しているとの非難に応えた。

### 批判
しかし、概念史のアプローチは、以下の引用が示すように、批判的な見方もあった。
- フレーゲ「概念はそれ自体で歴史的なものではないため、概念の歴史はありえない」（"Begriffe seien an und für sich nicht geschichtlich, und daher könne es keine Begriffsgeschichte geben"）
- ハンス・クリスチャン・レール「歴史的考察は内容分析に代えられない」（"historische Betrachtungen seien kein Ersatz für inhaltliche Analyse"）